# Folies passagères, contes trash et sournois

Folies passagères, contes trash et sournois est une compilation de six courts-métrages canadiens réalisés par Izabel Grondin, sortis en 2004.

## Synopsis
INCLUANT :
- Les drujes (13 min 50 s)
- Aspiralux (15 min)
- Terrore (7 min 54 s)
- Click Here (11 min 14 s)
- Rüben is not well... (7 min 30 s)

EXTRAS :
- Piège à Rats (5 min 36 s)
- Le fabuleux destin d'Izabel Grondin (webzine de l'ONF, réalisé par Sandro Forte)

## Fiche technique
- Titre : Folies passagères, contes trash et sournois
- Réalisation : Izabel Grondin
- Scénario : Izabel Grondin
- Production : Izabel Grondin, Élie Charest, Louis Trudel
- Musique : Richard Aubin, Pierre Hurtubise et Sylvain Lanciault
- Photographie : Izabel Grondin et Olivier Tétreault
- Montage : Izabel Grondin et Olivier Tétreault
- Pays d'origine : Canada
- Format : Couleurs - 1,33:1 - Stéréo - 16 mm / Betacam / DV
- Genre : Fantastique, horreur
- Durée : 71 minutes
- Date de sortie : 27 octobre 2004 (Canada)

## Distribution
- Martin Plouffe
- Nathalie Matteau
- Anne Weber
- Nathalie Cloutier
- Stéphanie Crête-Blais
- Chloe Romer

## Autour du film
- Le tournage s'est déroulé à Montréal.